# Scutoverticidae
Scutoverticidae zijn  een familie van mijten. Bij de familie zijn 9 geslachten met circa 70 soorten ingedeeld.